# Drogentherapie
Drogentherapie ist eine Bezeichnung für therapeutische Methoden zur Behandlung von Suchterkrankungen. Neben den Wirkungen der Substanzen auf den Körper, insbesondere auf den sensiblen Hormonhaushalt (z. B. auf das limbische System und den Dopaminhaushalt), können auch psychische Probleme, welche mehrheitlich erst zu einem außer Kontrolle geratenen Versuch von Selbstmedikation bzw. zur Abhängigkeit geführt haben, behandelt werden.

## Zielsetzung
Ziel der Langzeittherapie ist der Aufbau einer gefestigten Persönlichkeit, was das Erlernen eines Lebens mit „echten“, d. h. endogenen Gefühlen ohne Drogeneinfluss ermöglichen soll. Durch Drogenkonsum im Jugendalter verpasste Entwicklungsschritte können nachgeholt werden. Die therapeutische Gemeinschaft soll vielfältige Lernschritte zur Bewältigung des Alltags ermöglichen.

## Ablauf
Der folgende zeitliche Ablauf stellt die wesentlichen Schritte dar. Im Einzelfall kann sich das etwas anders gestalten:
- Der Drogenabhängige nimmt Kontakt zu einem Arzt oder einer psychosozialen Beratungs- und Behandlungsstelle (psbb) auf.
- Je nach persönlicher Situation erfolgt eine ambulante Betreuung oder die Aufnahme in eine Warteliste für eine stationäre Behandlung
- Es erfolgt ein körperlicher Entzug mit anschließender Erholung in einer Entzugsstation bzw. einer Klinik
- Die Psychotherapie zur Entwöhnung erfolgt in einer für Suchtkrankheiten spezialisierten Klinik oder in einer therapeutischen Gemeinschaft
- Anschließend kann eine sog. Adaptionsphasentherapie in einer entsprechenden Einrichtung erfolgen. Die Adaptionsphase hat primär die Wiedereingliederung des Patienten in den Arbeitsmarkt und die Gesellschaft zum Ziel. (Arbeitsstelle, Arbeitserprobungen, Praktika etc. und eigene Wohnung).
- Die Nachbetreuung findet einzeln oder in Gruppen, in einer Arztpraxis oder einer Beratungsstelle statt.

Die Wiedereingliederung in die Gesellschaft und die Arbeitswelt erfolgt schrittweise und wird anfänglich begleitet, zum Beispiel in einer Außenwohngruppe als Zwischenstation, oder eben in einem Adaptionsphasenhaus. Träger der Einrichtungen sind in der Regel gemeinnützige Träger (eingetragene Vereine) oder auch Körperschaften öffentlichen Rechts.
Laut Vorgaben der Deutschen Rentenversicherung, die oft die Kosten für eine solche Behandlung trägt, dauert die Adaptionsphase drei bis vier Monate. Die Krankenkassen übernehmen in der Folge höchstrichterlicher Rechtsprechung die Kosten einer Adaptionsbehandlung nur noch in Ausnahmefällen bei Einrichtungen mit integrierter Adaptionsphase.
Darüber hinaus gibt es so genannte Nachsorgeeinrichtungen. Diese bieten, gerade für Jugendliche und junge Volljährige, eine längerfristige Phase der Integration (Schule/Beruf, Psychotherapie, Themen rund um die Familie und der Persönlichkeitsentwicklung etc.), zum Teil bis zu zwei Jahren, innerhalb therapeutischer Wohngemeinschaften an. Kostenträger hierfür ist das zuständige Jugendamt, das auf der Grundlage des KJHG (§§ 35, 35a iVm. 41) für einen begrenzten Zeitraum die Maßnahme finanziert. Weiterer Kostenträger sind die örtlichen Sozialhilfeträger. Auch Erwachsene können in einer solchen Einrichtung, die es in fast jeder Großstadt in Deutschland gibt, bis zu zwei Jahren an ihrer Integration arbeiten. Die Nachsorgeeinrichtung ist eine drogen- und alkoholfreie Einrichtung. Sie schließt die institutionalisierte Behandlung ab und verfolgt eine dauerhafte abstinente Lebensführung. Sie kooperiert mit dem wichtigen Bereich der organisierten Selbsthilfe.

## Erfolgsquote
Aussagen hinsichtlich der Erfolgsquote von abstinenzorientierten Therapien zu treffen, gestalten sich schwierig. Zunächst einmal ist es kaum möglich einen kausalen Zusammenhang zwischen den Therapieeffekten und einer etwaigen Abstinenz herzustellen. Zudem entstammen die allermeisten Zahlen hierzu den Darstellungen der entsprechenden Häuser und keine der deutschen Drogentherapie-Einrichtungen hat bisher eine externe Überprüfung zugelassen. Befragungen ehemaliger Klienten haben ergeben, dass etwa 5 % der Opioidabhängigen ihr Konsumverhalten aufgrund einer Therapie geändert haben und nur gut ein Prozent „erfolgreich im Sinne dauerhafter Abstinenz“ behandelt wurde. Schließlich ist die Definition von Drogenfreiheit schwierig. Dabei ist die Frage zu stellen, ob auch Alkohol, Nikotin und Koffein dazugehören. Viele ehemalige Abhängige haben noch einen „Ausrutscher“, der aber nicht zwangsläufig zu einem schweren Rückfall werden muss. Die Drogenpolitik von heute hat sich inzwischen vom Gedanken der Totalabstinenz verabschiedet; vielmehr werden die Klienten zunächst substituiert, um die massiven, negativen Folgen einer längeren Suchtgeschichte möglichst zu minimieren.
Gemäß der ersten unabhängigen Studie in Italien, durchgeführt von einem multidisziplinären Forscherteam der Universitäten Urbino und Pavia, konsumieren 72 % der Menschen, die die Langzeittherapie in San Patrignano, dem größten Drogen-Rehabilitationszentrum Europas, beendet haben, keine Drogen mehr. Sie sind sozial und beruflich wieder vollständig in die Gesellschaft integriert.

## Rechtliche Situation
Drogensucht ist die Ursache für zahlreiche Straftaten. Verurteilte betäubungsmittelabhängige Straftäter erhalten in Deutschland durch §§ 35 ff. BtMG die Möglichkeit, einen Teil ihrer Strafe dadurch „abzudienen“, dass sie sich therapieren lassen. Eine Zurückstellung der Vollstreckung ist aber nur dann möglich, wenn die ausgesprochene Freiheitsstrafe zwei Jahre nicht übersteigt oder eine entsprechende Teilverbüßung stattgefunden hat. Grundsätzlich können auch mehrere Verurteilungen, die jeweils unterhalb dieser Grenze liegen, gleichzeitig zurückgestellt werden. Voraussetzung ist weiterhin, dass die Straftat aufgrund der Drogensucht verwirklicht worden ist. Dies ist beispielsweise bei Beschaffungskriminalität der Fall. Hintergrund der Regelung ist, dass Strafe keine Therapie ersetzt und die Beseitigung der Deliktursache die beste Kriminalitätsprophylaxe ist. Der verurteilte Straftäter wird entweder vorläufig aus dem Strafvollzug entlassen, oder die Vollstreckungsbehörde sieht zunächst davon ab, ihn zum Strafantritt zu laden. Der Täter soll einerseits durch den Druck des noch anstehenden Strafvollzugs im Falle des Scheiterns, andererseits durch die Möglichkeit des Erwerbs vorzeitiger Aussetzung zur Bewährung und Anrechnung auf die Strafe nach erfolgreichem Abschluss der Therapie zu dieser motiviert werden.